# Байкал (Красноярский край)
Байкал — посёлок в Енисейском районе Красноярского края России. Входит в сельское поселение Верхнепашинский сельсовет.

## География
Расположен в юго-восточной части района, на левом берегу реки Енисей, возле города Лесосибирска, северная его часть (посёлок Кузьминка).
Абсолютная высота — 92 метра над уровнем моря. По другим данным, высота центра селения над уровнем моря — 100 м.
Уличная сеть
В посёлке на 2018 год 5 географических объектов: улицы Зелёная, Лесная, Набережная, Рабочая и Солнечный переулок.
Климат
Климат характеризуется как резко континентальный, с морозной продолжительной зимой. Средняя температура самого тёплого месяца (июля) составляет 24,4 °С (абсолютный максимум — 37 °С). Средняя температура самого холодного месяца (января) — −27,7 °С (абсолютный минимум — −59 °С). Среднегодовое количество атмосферных осадков составляет 460 мм. В тёплый период года (с апреля по октябрь) выпадает около 77 % осадков

## Население
| 2010 |
| ---- |
| 175  |

## Инфраструктура
Байкальский ФАП (КГБУЗ Енисейская РБ). Пристань на Енисее.

## Транспорт
Проходит региональная автодорога 04К-044 «Енисейский тракт». Остановка общественного транспорта «Байкал».